# Угруськ (станція)
Угруськ (пол. Uhrusk) — проміжна залізнична станція на лінії № 81 Холм — Влодава між станціями Руда-Опалин (8 км) та Собібур (14 км). Розташована в селі Воля-Угруська Володавського повіту Люблінського воєводства Польщі.

## Історія
Станція відкрита 1887 року під час будівництва відгалуження від Варшавсько-Тереспольської залізниці з Берестя. Первинна назва станції — Угрузьк, з 1918 року — Угруськ.

## Пасажирське сполучення
Регулярне пасажирське сполучення припинялося з листопада 2002 року.
З серпня 2012 року відновлено сезонний пасажирський рух з використанням рейкових автобусів польського виробництва PESA.